# Pithecheir
A Pithecheir az emlősök (Mammalia) osztályának a rágcsálók (Rodentia) rendjébe, ezen belül az egérfélék (Muridae) családjába tartozó nem.

## Rendszerezés
A nembe az alábbi 2 faj tartozik:
- Pithecheir melanurus Lesson, 1840 – típusfaj
- Pithecheir parvus Kloss, 1916